# عمق لوني
العمق اللوني هو مصطلح في الرسوميات الحاسوبية يصف عدد البتتات التي تستخدم في تمثيل لون بكسل واحد في صورة رستر أو صور الفيديو. يطلق على هذا المبدأ أيضاً اسم بت لكل بيكسل (بالإنجليزية: bits per pixel)‏ (bpp).
تمكن الأعماق اللونية الأكبر من تمثيل طيف أوسع من الألوان المتمايزة.

## في الصباغة
يعتبر العمق اللوني في مجال الصباغة كمقياس لتركيز الصباغ في المواد المصبوغة. ويساعد في تقييم الثباتية اللونية.